# Marie-Christine Descouard
Marie-Christine Descouard (1948−) francia színésznő.

## Életpályája
Marie-Christine Descouard Tania Balachovánál és Alessando Fersennél tanult színészmesterséget. A párizsi Café de la Gare kávéház-színház társulatában kezdte pályáját. Az 1970-es évek közepétől kisebb filmszerepeket is kapott. 1976-ban Henri Glaeser rendező Emmanuelle-paródiájában, az Andréa-ban főszerepet játszott. A színpadi rendezőként debütáló Jean Rochefort első darabjában, az Éric Naggar művéből készült L’étrangleur s’excite-ben neki adta a női főszereplő, Georgette Cornflakes megformálását, a párizsi Hébertot színházban. Ezt a színdarabot 1982-ben a televízió is közvetítette. A színpadon Jean Rochefort keze alatt Jean-Pierre Marielle, Richard Anconina és Bernard Le Coq mellett játszhatott.
Az 1980-as évek elejétől Marie-Christine Descouard a filmezés felé fordult. 1981-ben Georges Lautner sikeres akciófilmjében, A profi-ban Jean-Paul Belmondo mellett egy csinos prostituáltat alakított. Ez a klisé valamelyest rá is ragadt. Legtöbb filmjében a neves főszereplő barátnőjét, szeretőjét, titkárnőjét vagy hasonló „utánfutóját” játszotta, így Claude Confortès Roi des cons c. vígjátékában Francis Perrin mellett. Georges Lautner újabb Belmondo-filmjében, a Kellemes húsvéti ünnepeket!-ben ismét hasonló szerepet adott neki, akárcsak Alain Delon, aki a saját maga által rendezett A kíméletlen c. krimihez hívta meg, ahol Marie-Christine Anne Parillaud-val és Andréa Ferréol-lal konfrontálódhatott.
Az 1990-es években csillaga hosszú időre lehanyatlott, alig kapott munkát, néhány kisebb tévésorozat egy-egy epizódjában szerepelt. Végre 2004-ben Carlo Mazzacurati rendező meghívta Olasz regény c. romantikus filmdrámájához. Az írás felé fordult, írt egy egyszemélyes színpadi játékot, Le Printemps de la grâce címmel, melyet 2009-ben mutattak be a párizsi Théâtre de l’Ile Saint-Louis-ban, a Szent Lajos-szigeten. A játék Mária Magdaléna életét dolgozza fel, a színész-narrátort egyetlen zenész kíséri. 2011 szeptemberében a párizsi Théâtre du Nord-Ouest színházban (rue du Faubourg Montmartre) saját rendezésében ő maga is eljátszotta. A monodrámát számos franciaországi színpadon, fesztiválon előadta.

## Szerepei
Játékfilmek
- 1976: Le Graphique de Boscop (Marguerite Valence)
- 1976: Andréa (Jane), (rend. Henri Glaeser)
- 1978: Le dernier amant romantique (rend. Just Jaeckin)
- 1980: Girls (rend. Just Jaeckin)
- 1981: Le roi des cons (Sophie Labranche), rend. Claude Confortès
- 1981: A profi (Doris Frederiksen), rend. Georges Lautner
- 1983: Une jeunesse (Nicole), fősz.: Charles Aznavour, Michael Lonsdale
- 1983: A kíméletlen (Le battant) (Clarisse), rend. Alain Delon
- 1984: Kellemes húsvéti ünnepeket! (Joyeuses Pâques) (Fleury kisasszony)
- 1986: Paulette, la pauvre petite milliardaire (Lola), rend. Claude Confortès
- 1991: Les mouettes (Charlette), Corinne Cléry és Michel Galabru mellett
- 2004: Olasz regény (L’amore ritrovato) (Maria anyja)

Televízió
- 1977–79: Un juge, un flic, tévésorozat
- 1982: Emmenez-moi au théâtre : L’étrangleur s’excite (Georgette Cornflakes)
- 1984: Billet doux, tévé-minisorozat (Cérise)
- 1985: Les amours des années 50, tévésorozat (Berthe)
- 1991: Nestor Burma, tévésorozat (Agnès de St.Yves)
- 1992: Honorin et la Loreleï (Charlette)
- 1993: Polly West est de retour, tévésorozat (Charlette)

Színház
- 2011: Le Printemps de la grâce[5]